# Carex neopetelotii
Carex neopetelotii là một loài thực vật có hoa trong họ Cói. Loài này được Raymond mô tả khoa học đầu tiên năm 1955.